# Newfield Park
Der Newfield Park war ein Fußballstadion in der schottischen Stadt Johnstone. Der Fußballverein FC Johnstone nutzte das Stadion von 1894 bis zur Auflösung des Vereins 1927 als Heimspielstätte in der Scottish Football League.

## Geschichte und Hintergrund
Der 1878 gegründete FC Johnstone zog 1894 in den Newfield Park nachdem er der Scottish Football Alliance beigetreten war. Danach spielte der Verein in der Scottish Football Union, bevor er in die Scottish Football League aufgenommen wurde, als die Division Two für die Saison 1912/13 um zwei Mannschaften aufgestockt wurde. Johnstone stieg am Ende der Saison 1924/25 in die neue Third Division ab.
Der Newfield Park befand sich nördlich des Bahnhofs von Newfield. Die Anlage bestand zunächst aus einem Pavillon am östlichen Ende des Geländes. 1912 wurde eine Tribüne auf der Südseite des Spielfelds und ein neuer Pavillon in der südwestlichen Ecke des Geländes gebaut. Das erste Spiel der Scottish Football League (SFL) wurde am 24. August 1912 im Newfield Park ausgetragen, als es einen 2:1-Sieg gegen den FC Dumbarton gab.
Die höchste Zuschauerbeteiligung wurde in einem Spiel der zweiten Runde des Scottish FA Cup 1922/23 am 27. Januar 1923 gegen den FC Falkirk aufgestellt, als 7000 Zuschauer eine 0:1-Heimniederlage sahen. Das letzte Spiel der SFL im Newfield Park war am 10. April 1926 eine 2:3-Niederlage gegen Brechin City.
In den 1920er Jahren wurde das Stadion abgerissen, um Platz für den Bau der Straße A737 zu schaffen.